# Уэст, Джеймс
Джеймс Уэ́ст (англ. James West) — второй секретарь футбольного клуба «Ньютон Хит» (термин «главный тренер» стал использоваться позднее, после прихода в клуб Джека Робсона). Во время его руководства «Ньютон Хит» разорился и был на грани банкротства, после чего был спасён Джоном Генри Дейвисом и переименован в «Манчестер Юнайтед» 28 апреля 1902 года.
До прихода в Ньютон Хит работал в клубе «Линкольн Сити».

## Тренерская статистика
| Клуб              | Страна | Начало работы   | Завершение работы | Показатели | Показатели | Показатели | Показатели | Показатели | Показатели | Показатели | Показатели |
| Клуб              | Страна | Начало работы   | Завершение работы | И          | В          | Н          | П          | МЗ         | МП         | РМ         | % побед    |
| ----------------- | ------ | --------------- | ----------------- | ---------- | ---------- | ---------- | ---------- | ---------- | ---------- | ---------- | ---------- |
| Линкольн Сити     | Англия | 1897            | 1900              | ?          | ?          | ?          | ?          | ?          | ?          | ?          | ?          |
| Манчестер Юнайтед | Англия | 1 сентября 1900 | 28 сентября 1903  | 113        | 46         | 20         | 47         | 159        | 147        | +12        | 40,71      |